# کاترینا سینیاکووا
کاترینا سینیاکووا (انگلیسی: Kateřina Siniaková؛ زادهٔ ۱۰ مهٔ ۱۹۹۶) یک تنیس‌باز اهل جمهوری چک است.